# Жонассен, Эмиль
Эмиль Жонассен (фр. Émile Jonassaint; 20 мая 1913, Пор-де-Пе — 24 октября 1995, Порт-о-Пренс) — и. о. президента Гаити (1993—1994).

## Биография
Получил юридическое образование.
Начал свою политическую карьеру в 1950 году в качестве сенатора. Во время почти 30-летнего правления клана Дювалье полностью ушел из политики и сосредоточился на адвокатской деятельности.
После падения режима Дювалье в феврале 1986 года он избирается председателем Учредительного собрания, в 1986—1991 годах — судья Верховного суда. В 1991 году в связи с преклонным возрастом отправлен в отставку президентом Аристидом. Однако после его свержения в том же году военным режимом вновь назначается судьей.
В июне 1993 — октябре 1994 годов временно исполнял обязанности президента Гаити (с 11 мая по 12 октября 1994 года). Также являлся формальным главой военного режима, в 1991 году свергшего демократически избранного президента Жана-Бертрана Аристида. В течение своего президентства он наблюдал за некоторыми тягчайшими нарушениями прав человека во времена военного режима.
В течение 1994 года правительство США оказывало давление на репрессивный военный режим Гаити (формальным главой которого являлся Жонассен) с целью дать возможность ушедшему в отставку демократически избранному президенту Жану-Бертрану Аристиду вернуться в страну и восстановить демократию. 31 июля 1994 года Совет Безопасности ООН призвал к любым необходимым действиям по вытеснению военного режима (Резолюция 917), уполномочив США вторгнутся в Гаити. Около ста советников ООН были направлены на границу Доминиканской Республики и Гаити, чтобы в середине августа 1994 года перекрыть доставку топлива для гаитийской армии.
В ответ на это Эмиль Жонассен объявил чрезвычайное положение и обвинил мировую общественность в объявлении войны маленькой и бедной Гаити, которая никому не причиняет вреда. В течение августа 1994 года, гаитийская армия и её провоенный союзник «Фронт Продвижения и Прогресса Гаити» продолжали убивать сторонников Аристида даже во время организации отрядов волонтеров, готовых вступить в бой, в случае военного вторжения со стороны противника.
В сентябре 1994 года мирная делегация США, включавшая в себя бывшего президента США Джимми Картера, бывшего председателя объединённого командования вооружённых сил США генерала Колина Пауэлла и сенатора Сэма Нуна, успешно утвердила компромисс, который позволил полностью предотвратить военное вторжение с целью свержения режима Жонассена.
Умер 24 октября 1995 года в возрасте 82 лет.